# Harunabad
Harunabad é uma cidade do Paquistão localizada na província de Punjab.